# Emilio Merchán
Emilio Merchán Alonso (Zamora, 29 de febrero de 1976) es un deportista español que compitió en piragüismo. Su especialidad es el kayak en las distancias de 1000 m y maratón.
Ganó una medalla de oro en el Campeonato Mundial de Piragüismo de 2009, en la prueba de K2 1000 m, y dos medallas de bronce en el Campeonato Europeo de Piragüismo, en los años 2001 y 2010.
En la modalidad de maratón, obtuvo ocho medallas en el Campeonato Mundial entre los años 2005 y 2014, y siete medallas en el Campeonato Europeo entre los años 2003 y 2016.
Participó en dos Juegos Olímpicos de Verano, obteniendo el quinto lugar en Atlanta 1996, en la prueba de K4 1000 m, y el noveno en Sídney 2000, en K1 1000 m.

## Palmarés internacional

### Piragüismo en aguas tranquilas
| Campeonato Mundial | Campeonato Mundial  | Campeonato Mundial | Campeonato Mundial |
| Año                | Lugar               | Medalla            | Competición        |
| ------------------ | ------------------- | ------------------ | ------------------ |
| 2009               | Dartmouth ( Canadá) | Medalla de oro     | K2 1000 m          |
| Campeonato Europeo |                     |                    |                    |
| Año                | Lugar               | Medalla            | Competición        |
| 2001               | Milán ( Italia)     | Medalla de bronce  | K1 500 m           |
| 2010               | Corvera ( España)   | Medalla de bronce  | K2 1000 m          |

### Piragüismo en maratón
| Campeonato Mundial | Campeonato Mundial              | Campeonato Mundial | Campeonato Mundial |
| Año                | Lugar                           | Medalla            | Competición        |
| ------------------ | ------------------------------- | ------------------ | ------------------ |
| 2005               | Perth ( Australia)              | Medalla de plata   | K1                 |
| 2006               | Trémolat ( Francia)             | Medalla de bronce  | K1                 |
| 2007               | Győr ( Hungría)                 | Medalla de oro     | K1                 |
| 2008               | Týn nad Vltavou ( Rep. Checa)   | Medalla de oro     | K1                 |
| 2009               | Vila Nova de Gaia ( Portugal)   | Medalla de oro     | K2                 |
| 2012               | Roma ( Italia)                  | Medalla de oro     | K2                 |
| 2013               | Copenhague ( Dinamarca)         | Medalla de oro     | K2                 |
| 2014               | Oklahoma City ( Estados Unidos) | Medalla de bronce  | K2                 |
| Campeonato Europeo |                                 |                    |                    |
| Año                | Lugar                           | Medalla            | Competición        |
| 2003               | Gdansk ( Polonia)               | Medalla de plata   | K2                 |
| 2009               | Ostróda ( Polonia)              | Medalla de oro     | K2                 |
| 2013               | Vila Verde ( Portugal)          | Medalla de oro     | K2                 |
| 2014               | Piešťany ( Eslovaquia)          | Medalla de oro     | K2                 |
| 2015               | Bohinj ( Eslovenia)             | Medalla de oro     | K2                 |
| 2015               | Bohinj ( Eslovenia)             | Medalla de bronce  | K1                 |
| 2016               | Pontevedra ( España)            | Medalla de plata   | K1                 |